# David Nakhid
David Nakhid (Port of Spain, 15 maggio 1964) è un allenatore di calcio ed ex calciatore trinidadiano, di ruolo centrocampista.

## Carriera

### Giocatore

#### Club
Ha giocato nella massima serie dei campionati belga, svizzero, libanese, trinidadiano e nordamericano (statunitense).

#### Nazionale
Tra il 1992 e il 2005, ha giocato 35 partite con la nazionale trinidadiana, realizzandovi anche otto reti. Ha partecipato alla CONCACAF Gold Cup nel 1996, 1998 e 2000.

### Allenatore
In patria ha allenato il Morvant Caledonia Utd e in Libano il Mabarra (come giocatore-allenatore) e il Racing Beirut.